# Daemontools
daemontools är en systemprogramvara för unix-liknande system skrivet av Daniel J. Bernstein. Syftet med daemontools är att ersätta eller komplettera init genom att starta/stoppa och övervaka processer.